# IC 2211
IC 2211 — галактика типу Sa (спіральна галактика) у сузір'ї Близнята.
Цей об'єкт міститься в оригінальній редакції індексного каталогу.